# Shanakdakhete
Shanakhdakhete, o Shanakdakheto (II secolo a.C. – II secolo a.C.), fu una regina del Regno di Kush.
È la prima regina africana regnante conosciuta dell'antica Nubia, e regnò dal 170 al 150 a. C. circa, sebbene sia menzionato anche il periodo tra il 170 e il 160 a. C. Si dice che abbia governato con pieno potere nell'Impero di Meroe e che abbia regnato senza re. Si afferma anche che come regina svolse un ruolo significativo nella religione meroitica. Nel II secolo a. C. Shanakdakheto costruì il Tempio F a Naqa, che ha una caratteristica insolita nella sua parte iniziale, avendo le partizioni interne dove si affacciano gli dei sul muro di fondo.

## Biografia

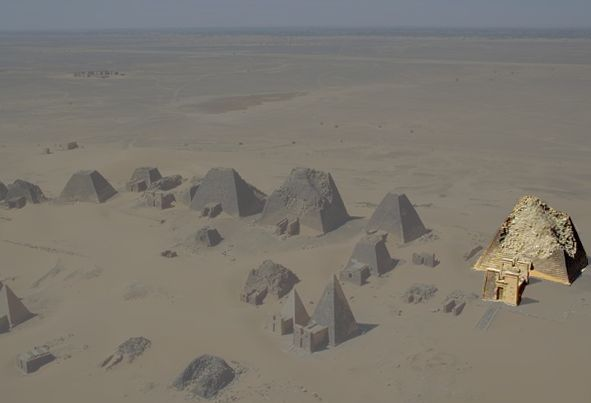
La piramide di Shanakdakheto a Meroë (N11)

Il nome di Shanakdakheto è inscritto in geroglifici meroitici egiziani sugli stipiti della nicchia dell'altare del Tempio F a Naqa. Shanakdakheto si definiva "Figlia di Ra, Signora delle Due Terre, Shanakdakheto" (Sa Re nebtawy, Shanakdakheto).
I meroiti scrissero la propria lingua nella prima parte del II secolo a. C. (mediante la scrittura alfabetica durante il regno di Ergamenes, la quale non è ancora completamente decifrata) e si dice che la sua prima iscrizione epigrafica fosse della regina Shannakdahane nel Tempio F a Naqa.
Nonostante le sue origini restino sconosciute, in una delle sue incisioni su un pilastro dorsale è mostrata adornata con un'insegna di rango sulla fronte e una corona, simile a quella indossata dai re regnanti con la decorazione di un disco solare e di piume alte. L'abito che la decora, simile a quello visto nell'arte faraonica, come l'ureo, è disegnato come un costume reale in tre parti. La collana e i suoi orecchini hanno la decorazione di una testa di capra, un animale sacro del dio Amon utilizzato nella tradizione decorativa kushita che era popolare nella Nubia. Il principe in piedi accanto a lei, che indossa una tunica drappeggiata intorno alla spalla sinistra, è mostrato con una fascia ordinaria come se fosse una corona. Le due figure sono mostrate con il piede sinistro in avanti. In quanto bellezza africana, la regina è mostrata con una corporatura robusta e ingioiellata, un tratto che indica ricchezza, potere, prosperità e fertilità.
Nelle decorazioni della sua cappella mortuaria, le caratteristiche architettoniche sono altamente artistiche. In un rilievo incassato la regina è raffigurata con indosso un indumento abbellito e ingioiellato, seduta su un seggio reale a forma di leone, che porta una lancia e un ramo di palma alla sua destra, con la mano sinistra alzata.
Un doppio cartiglio trovato a Naqa è datato a una parte successiva del II secolo a. C., e si dice sia la prima epigrafe nei geroglifici meroitici. La sua piramide è stata identificata a Meroë accanto a quella di Tanyidamani, ma non è stata confermata poiché non figura il suo nome. I rilievi della cappella della sua tomba mostrano uomini che tengono le frecce come usanza funeraria meroitica.

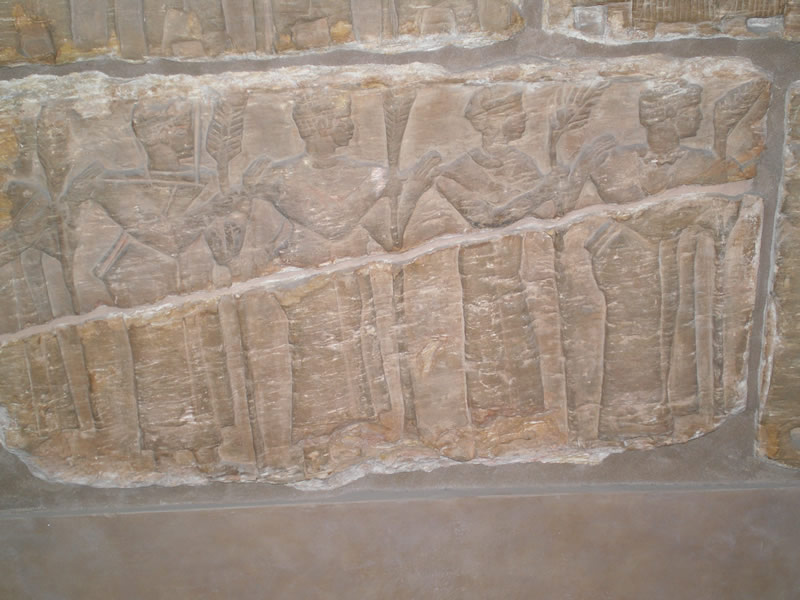
Stele in rilievo in arenaria, parte della decorazione della parete in una cappella piramidale di Meroe, ora al British Museum, forse appartenente alla regina Shanakdakheto

La stele in rilievo di arenaria esposta al British Museum, parte del muro delle piramidi dai lati scoscesi del cimitero di Meroe, sembra raffigurare la regina Shanakdakhete sul trono con un principe in piedi accanto a lei sotto la protezione delle ali di Iside. Nei rilievi sono raffigurate scene di offerte religiose, la valutazione della regina di fronte a Osiride e un certo numero di portatori di doni allineati nella parte anteriore.